# Karl Barry Sharpless
Karl Barry Sharpless (født 28. april 1941) er en amerikansk kemiker, der er kendt for sit arbejde med stereoselektive reaktioner. Han har som en af meget få personer modtaget nobelprisen i kemi to gange.
Han modtog 1/3 af nobelprisen i kemi i 2001 for sine studier af kiralt katalyserede oxidationsreaktioner (Sharpless epoxinering). De sidste 2/3 af prisen gik til Ryoji Noyori og William S. Knowles for deres studier af kiralt katalyseret hydrogenering.
I 2022 modtog han den igen sammen med Morten Meldal og Carolyn R. Bertozzi for "udviklingen af klikkemi og bioortogonal kemi".
Han fik Tetrahedron Prize i 1993.